# Grup Instrumental de València
El Grup Instrumental de València es un grupo instrumental español de música contemporánea creado en 1991 bajo el patrocinio del Ministerio de Cultura con el INAEM y la Generalidad Valenciana a través del Instituto Valenciano de la Música (IVM), y cuya sede central está en Valencia.
El conjunto tiene como objetivo la recuperación de composiciones musicales de autores contemporáneos españoles, así como la preparación, por encargo, de nuevas piezas. Tras varios años de éxitos, en los que llegó a ser galardonado con el Premio Nacional de Música en 2005 «por su labor en la investigación y la recuperación de repertorio musical del siglo XX», a través de su participación en los conciertos ofrecidos en los Institutos Cervantes en el ciclo El exilio de la cultura española, a partir de 2008 su actividad se redujo notablemente por la falta de conciertos y encargos, llegando en 2013 a suspenderse por completo y despedir a los diecinueve músicos que lo componían en ese momento. Su actividad quedó reducida a algún concierto ocasional en pequeñas salas y a seguir presente en el Festival Ensems.
En junio de 2015 se anunció por parte de las instituciones y los responsables una nueva etapa, con la contratación de dieciséis músicos, otra vez bajo la dirección de Joan Cerveró, quien había mantenido durante los peores años el compromiso con el conjunto, y con la presidencia de la violinista María del Carmen Antequera. La nueva sede se encuentra también en la ciudad de Valencia, en las salas de ensayo de 'Las Naves', en la calle Joan Verdeguer, propiedad del Ayuntamiento de Valencia.